# Risc de tipus d'interès
 Risc de tipus d'interès  és el risc que el preu d'un títol que merita un interès fix, com pot ser un bo, una cèdula hipotecària, o un préstec, es vegi afectat per un augment dels tipus d'interès del mercat. En general, un augment dels tipus d'interès de mercat influeixen negativament en el preu d'un bo de cupó fix i al contrari un descens dels tipus d'interès afectés positivament a la cotització dels bons de cupó fix.
El risc de tipus d'interès es mesura per la durada del títol, com més gran sigui la vida del títol, més augmenta aquest risc. La durada és la tècnica més antiga de les moltes que s'utilitzen per a la gestió de risc de tipus d'interès.

## Influència del tipus d'interès en el preu dels títols
Com ja s'ha esmentat abans les variacions dels tipus d'interès solen afectar el preu dels títols. El mecanisme per explicar aquesta influència es pot veure amb un exemple:
Un títol de renda fixa emès al 10% d'interès, tindrà una determinada valoració. Si el tipus d'interès del mercat descendeix fins a un 2%, per exemple, el títol de referència s'apreciarà pel fet que ofereix un interès molt superior al que ofereix el mercat, (10% del títol enfront del 2% del mercat) per tant el seu preu pujarà. En canvi quan els tipus en el mercat s'eleven, suposem des del 10% en què es trobaven fins a un 15%, el preu baixarà, ja que el títol de referència deixarà de tenir atractiu en oferir un interès inferior al qual el remuneren els mercats, i si algú vol vendre haurà de baixar el seu preu per aconseguir-ho.
Una altra forma d'observar la influència dels tipus d'interès del mercat sobre el preu d'un títol és a través del mecanisme financer pel qual es calcula el preu d'un bo o en general qualsevol títol. El preu d'un bo de renda fixa es calcula portant al moment actual tots els cobraments que s'espera obtenir pel mateix, és a dir els cupons a cobrar i l'amortització. Per això s'utilitza una tècnica financera consistent en actualitzar els fluxos obtinguts. Per actualitzar aquests fluxos de caixa s'ha d'emprar un tipus d'interès o d'actualització. Matemàticament es pot observar que com més alt sigui el tipus d'interès que s'empra en l'actualització, menor serà el valor que obtenim del bo, perquè el descompte que es fa per atreure al moment actual és més gran. El que ens porta al mateix tipus de relació exposada anteriorment, una pujada dels tipus d'interès comporta una baixada del preu dels bons en el mercat.